# شهرستان بنکرافت، آیووا
شهرستان بنکرافت، آیووا (انگلیسی: Bancroft County, Iowa) شهرستانی در آمریکا بود که سال ۱۸۵۱ تأسیس شد. اما بعد از ۶ سال یعنی در سال ۱۸۵۷ به شهرستان کاسوت، آیووا ملحق شد.